# Eurobowl 1988
Navigation
Édition précédente Édition suivante
L'Eurobowl 1988 est la 2e édition de l'Eurobowl.
Elle sacre les Finlandais des Helsinki Roosters.

## Clubs de l'édition 1988
| Équipe              | Nationalité |
| ------------------- | ----------- |
| Helsinki Roosters   | Finlande    |
| Castors de Paris    | France      |
| Amsterdam Crusaders | Pays-Bas    |
| Legnano Frogs       | Italie      |
| London Ravens       | Royaume-Uni |
| Zurich Renegades    | Suisse      |
| ?                   | ?           |
| ?                   | ?           |

## Les matchs

### Quarts de finale
| Date | Home     | Score   | Away      |
| ---- | -------- | ------- | --------- |
| ?    | Roosters | 51 - 6  | Castors   |
| ?    | Ravens   | 27 - 31 | Crusaders |
| ?    | ?        | ?       | ?         |
| ?    | ?        | ?       | ?         |

### Demi-finales
| Date | Home              | Score   | Away                |
| ---- | ----------------- | ------- | ------------------- |
| ?    | Helsinki Roosters | 35 - 33 | Legnano Frogs       |
| ?    | ?                 | -       | Amsterdam Crusaders |

### Finale
| Date                                                                           | Vainqueur         | Score   | Perdant             |
| ------------------------------------------------------------------------------ | ----------------- | ------- | ------------------- |
| Joué le 7 août 1988 à Londres au stade de Crystal Palace devant 7000 personnes | Helsinki Roosters | 35 - 14 | Amsterdam Crusaders |

## Source
- (fr) Elitefoot/Palmares
- (fr) Elitefoot/France